# Franco Nicola
Franco Nicola Albanell (Montevideo, 18 aprile 2002) è un calciatore uruguaiano, attaccante dell'Atl. Tucumán in prestito dal Liverpool (M).

## Carriera
Il 12 giugno 2022 segna la sua prima rete da professionista nella vittoria per 2-1 contro il Peñarol.